# いろはにほへとカキクケコ
ラジオ番組なら、もしかして
- いろはにほへどカケキクコ

ではありませんか？